# FK Mariza Plowdiw
Der FK Mariza Plowdiw 1921 (bulgarisch ФК Марица Пловдив 1921) ist ein bulgarischer Fußballverein aus Plowdiw. Er spielte insgesamt vier Spielzeiten in der Parwa liga. Seit 1985 sind die Fußballer ein eigenständiger Verein, zum gemeinsamen Vorgänger gehörten auch die Volleyballmannschaften des VK Mariza Plowdiw.

## Geschichte
Mariza Plowdiw gründete sich 1921 als Zusammenschluss drei verschiedener Klubs. Zwischen 1949 und 1950 hieß der Klub Stroitel, anschließend bis zur Rückkehr zum Namen Mariza 1957 Udarnik. Anfangs lange Zeit drittklassig, etablierte sich die Mannschaft nach dem Aufstieg in die B Grupa 1964 in der Zweitklassigkeit. Nach dem Zusammenschluss der beiden Erstligisten und Lokalrivalen Spartak Plowdiw und Botew Plowdiw 1967 rückte die Mannschaft als Tabellendritter in die erstklassige A Grupa nach, war jedoch in der Spielzeit 1967/68 chancenlos und stieg mit acht Punkten Rückstand auf den vom FK Spartak Plewen belegten letzten Nicht-Abstiegsplatz gemeinsam mit dem Mitaufsteiger FK Sliwen direkt wieder ab. Im Duell mit Nikola Laskow Jambol setzte sich die Mannschaft in der folgenden Zweitligasaison durch und kehrte in die Erstklassigkeit zurück. Auf dem 14. Tabellenplatz gelang in der Spielzeit 1969/70 das beste Ergebnis der Vereinsgeschichte, in der folgenden Saison verpasste die Mannschaft als Schlusslicht den Klassenerhalt deutlich.
Mariza Plowdiw war in der Folge regelmäßiger Teilnehmer der zweiten Liga, bis die Mannschaft am Ende der Spielzeit 1981/82 in die dritte Liga abstieg. Zwar gelang der direkte Wiederaufstieg, nach dem erneuten Abstieg am Ende der Spielzeit 1983/84 verblieb die Mannschaft zunächst im regionalen Ligabetrieb. 1985 machten sich die Fußballer vom Gesamtverein unabhängig. 1993 gelang die Rückkehr in die zweite Liga, wo sie sich direkt im vorderen Tabellenbereich festsetzte. In der Spielzeit 1994/95 reichte es zum zweiten Platz, der die Teilnahme am letztlich gegen Rakowski Russe verlorenen Aufstiegsspiel bedeutete, und in der Spielzeit 1995/96 gelang die Erstligarückkehr als Zweitligameister. Zwar verpasste die Mannschaft in der Spielzeit 1996/97 den Klassenerhalt, als Halbfinalist des bulgarischen Landespokals (Lewski Sofia setzte sich mit jeweiligen Siegen in Hin- und Rückspiel durch) war sie dennoch erfolgreich. 
2000 stieg Mariza Plowdiw erneut in die Drittklassigkeit ab. 2005 kehrte der Klub in die Zweitklassigkeit zurück, aus der er 2009 wieder abstieg. Am Ende der Zweitliga-Spielzeit 2017/18 stieg die Mannschaft als Aufsteiger direkt wieder ab, seit 2021 ist sie wieder auf dem zweithöchsten bulgarischen Spielniveau vertreten.
Einige bekannte bulgarische Fußballspieler entstammen der Jugend des Klubs oder haben hier ihre ersten Schritte im Erwachsenenfußball bestritten. Dies umfasst unter anderem Christo Stoitschkow, Dinko Dermendzhiev, Alexandar Alexandrow, Georgi Popow, Kostadin Vidolov und Waleri Domowtschijski.